# Krafthand-Truck
Die Krafthand-Truck ist eine Fachzeitschrift für Nutzfahrzeug-Werkstätten und das Fuhrparkmanagement und erscheint fünfmal pro Jahr bei der Krafthand Medien GmbH.
Das Fachmagazin ist ein unabhängiger und technologieoffener Ratgeber für praxisorientierte Nutzfahrzeug-Spezialisten. Inhaltlich baut die Fachredaktion die Brücke zwischen den praktischen Herausforderungen in der Nfz-Werkstatt hin zur technischen Entwicklung.
Die Fachredaktion setzt verschiedene Schwerpunkte, ohne den zentralen Fokus auf den Service, die Wartung und Reparatur von Nutzfahrzeugen und den Nfz-Aftermarket aus den Augen zu verlieren. Der Blick ist zusätzlich auf die Lkw-Technik, die technische Entwicklung, auf alternative Antriebstechnologien (H2-ICE, BEV, FCEV, Hybrid-Lkw), die Fahrzeugvernetzung (software-definierte Lkw) sowie die Werkstatt- und Lkw-Logistik gerichtet.
Die Krafthand-Truck (KHT) ist Navigationshilfe, macht Entwicklungen und Trends transparent und dient der Orientierung in einem hochdynamischen Markt.
Zu den Zielgruppen der Krafthand-Truck gehören Nfz-Mechatroniker, Techniker, Meister, Werkstatt-, Betriebs- und Fuhrparkleiter, entsprechende Fachingenieure, Vertreter des Teilehandels, der Zuliefererindustrie, der Nutzfahrzeug-Hersteller sowie angegliederte (IT-/Telematik-) Dienstleister und Fachverbände.
Ins Leben gerufen wurde die Krafthand-Truck 2013 als Schwestermagazin der Krafthand, einem Technikmagazin für das Kraftfahrzeug-Handwerk, um neben der Pkw auch die Nfz-Servicebranche bedienen zu können.
Ergänzt wird das Printmagazin durch einen Online-Auftritt.